# BT-42
BT-42 是芬蘭應急改造的一款突擊炮。將英國援芬的QF4.5吋榴彈炮(114 mm-calibre light howitzer, model 1908)裝到芬蘭擄獲自蘇聯的BT-7輕型戰車上，在芬蘭軍中的通稱是克莉斯蒂突擊砲。至1943年2月為止，總共改造出18輛BT-42。

## 歷史
第二次世界大戰期間，蘇聯為消滅他的對手不斷設計和製造更好更強的戰車，而芬蘭在和蘇聯的戰鬥中擄獲了不少這些優秀的戰車，而其中大部份都是輕型載具。
芬蘭軍方為了可以更有效率運用這些擄獲的戰車，決定改造其中一部份的輕型戰車，最後決定在擄獲的BT-7輕型戰車上配備新設計的炮塔，並裝上自英國與西班牙那邊獲得的英製QF4.5吋榴彈炮，此設計獲得採用並重新命名為BT-42，至1943年為止一共改造了18輛BT-42。由於使用克莉斯蒂懸吊，因此本車可以拿下履帶當作行裝輪裝甲車使用，驅動車輪與接地車輪連鎖而獲得動力。前輪接地車輪裝上方向盤就能夠操控左右方向轉換移動。
BT-42的第一次實戰是在1943年的斯維里河戰場，主要是用來摧毀敵方的碉堡。雖然在對抗軟性目標上十分有效，不過在對付敵方的裝甲目標上未如理想。為了解决這個問題，芬蘭軍方借鑒德國的設計製造了一批反戰車高爆彈(HEAT) ，最初認為能有效對付擁有傾斜裝甲的T-34，然而情况並非如此。
BT-42很快就在坦克組員間惡名昭彰，原因主要歸咎於新的炮塔及搭載的火炮。雖然提升了火力，不過改裝帶來的重量令戰車的懸掛及引擎有很大負荷，更令輕型戰車最大優勢:速度及機動性盡失。組員不但要在狹窄的炮塔內操作舊式分離填裝的主炮，更甚者火炮的仰角及炮塔轉動手柄是安裝在炮塔左右兩旁，要車長及炮手分別控制，不但效率低下更是不適合於快速瞄準反坦克戰鬥。
BT-42的問題在1944年的維堡-彼得羅扎沃茨克攻勢中表露無遺。在維堡的防衛戰中，一輛芬蘭的BT-42用18發炮彈也未能摧毀一輛T-34，之後調查發現反戰車高爆彈(HEAT)引信有設計上缺憾，整場戰鬥中BT-42沒有顯著的貢獻。同時這場戰鬥曝露了芬蘭軍隊軍備老化的問題，因為當時芬蘭軍的裝甲力量很多還是老式的T-26, T-28及維克斯六噸戰車

後來德軍緊急為芬蘭軍隊提供了一批四號戰車及三號突擊炮，以替換芬蘭軍隊陳舊的戰車。而BT-42在維堡的戰鬥後很快就被三號突擊炮取代。

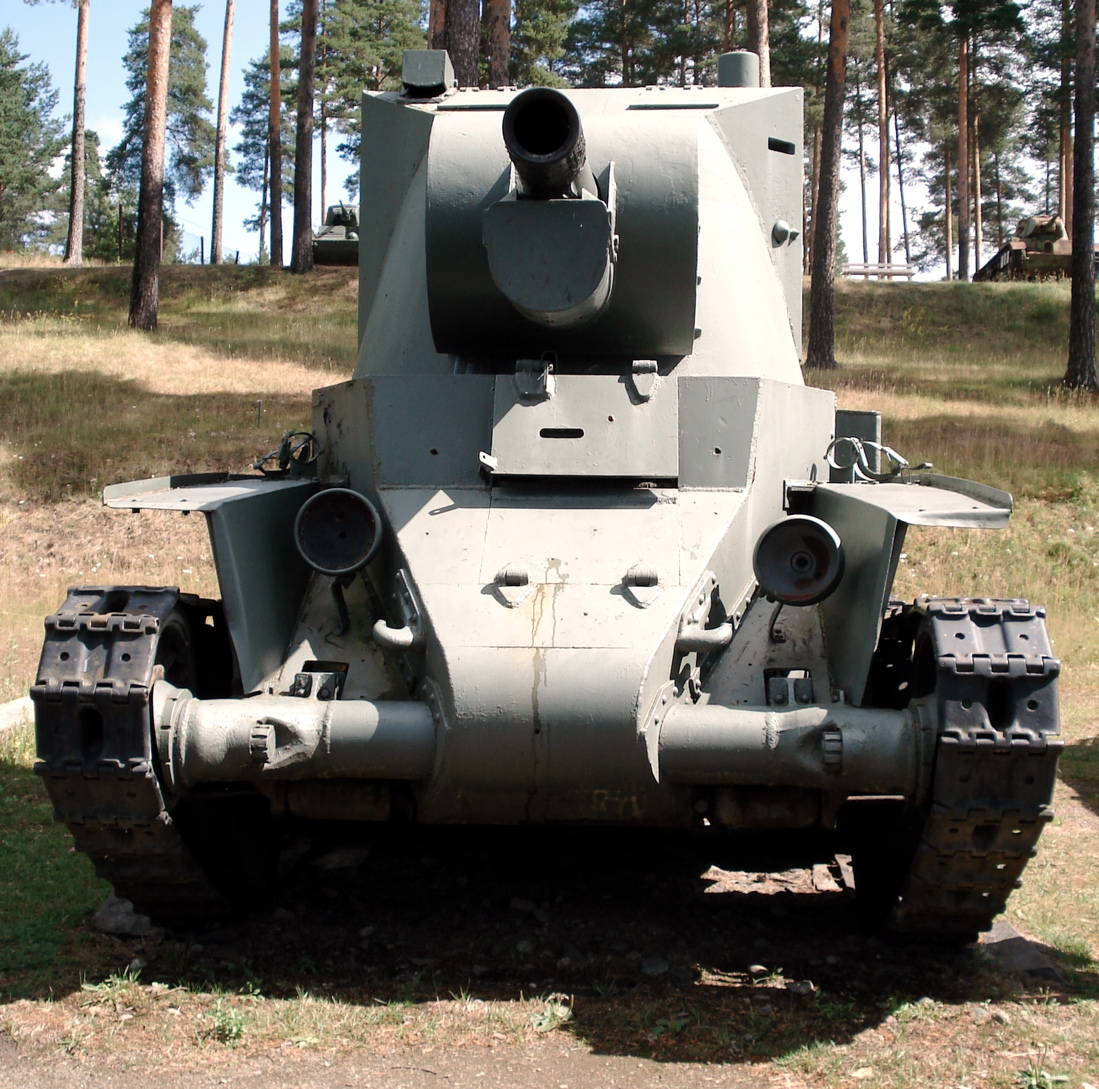
正面
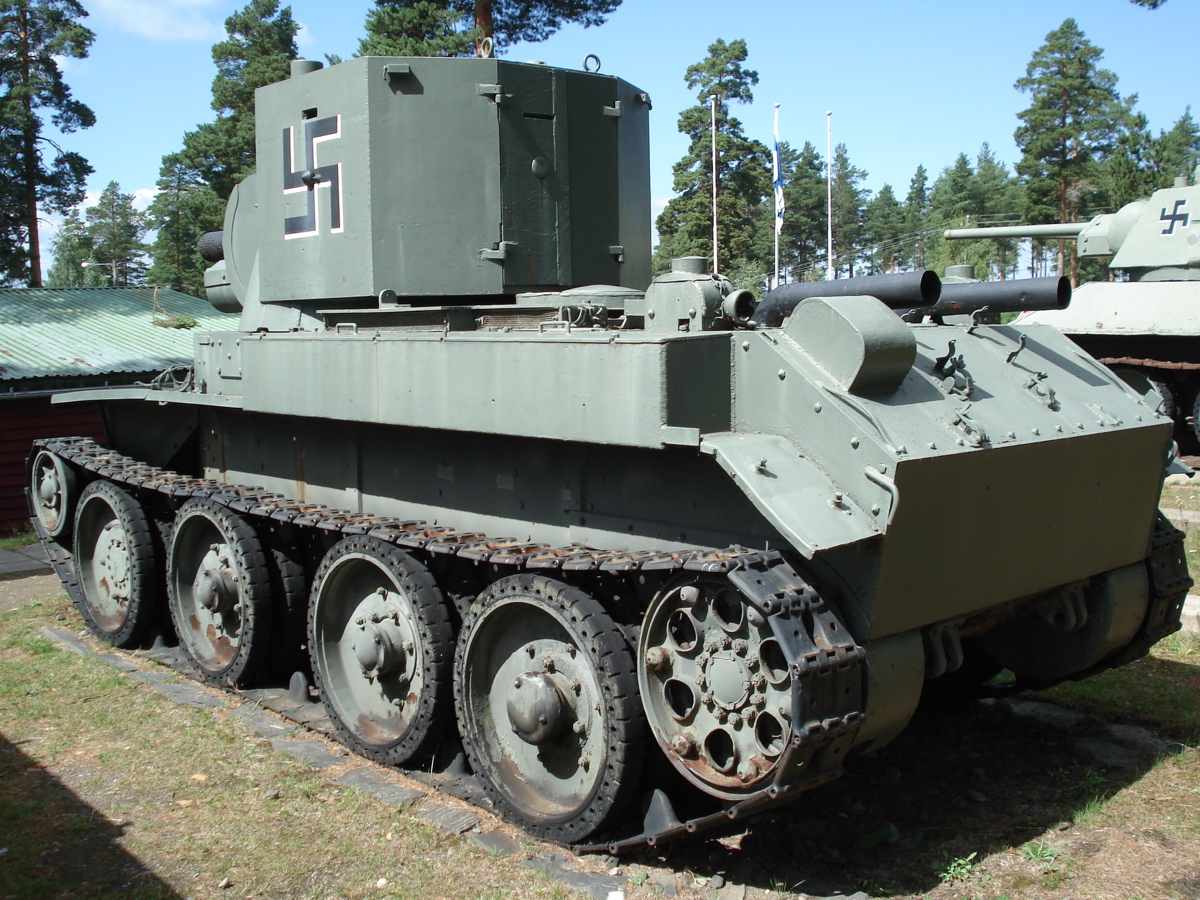
左面

## 文化影响
《少女與戰車劇場版》日本於2015年11月21日上映。片長119分鐘，作為繼續高校戰車登場。

## 衍生型
- BT-43 - another Finnish conversion of BT-7 tank

## 注解
1. ↑  The Finnish HEAT shell was called "114 hkr 42/C-18/24-38 is 32-18/24" and it was equipped with a "Hl/C" warhead.

## 外部連結
- Specifications and operational use（页面存档备份，存于） at www.jaegerplatoon.net
- Specifications and operational use（页面存档备份，存于） at www .tanks-encyclopedia.com
- Specifications and operational use（页面存档备份，存于） at ftr.wot-news.com